# BG Близнецов
BG Близнецов (лат. BG Geminorum) — двойная затменная переменная звезда (E) в созвездии Близнецов на расстоянии (вычисленном из значения параллакса) приблизительно 17 442 световых лет (около 5 348 парсек) от Солнца. Видимая звёздная величина звезды — от +14,8m до +13,6m. Орбитальный период — около 91,645 суток.
Открыта Хофмейстером в 1933 году.

## Характеристики
Первый компонент — бело-голубая звезда спектрального класса B или чёрная дыра. Масса — около 3,5-4 солнечных.
Второй компонент — оранжевый сверхгигант, пульсирующая переменная звезда типа RV Тельца (RV:) спектрального класса K0I. Масса — более 0,7 солнечной. Эффективная температура — около 3954 К.

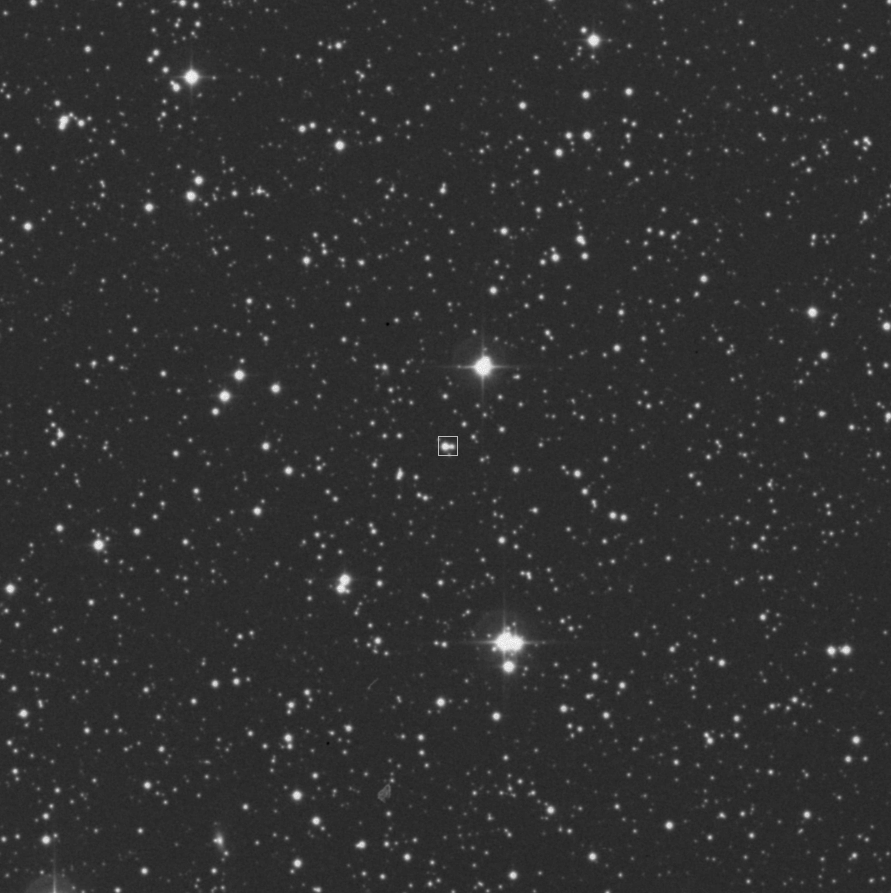